# Palm Treo

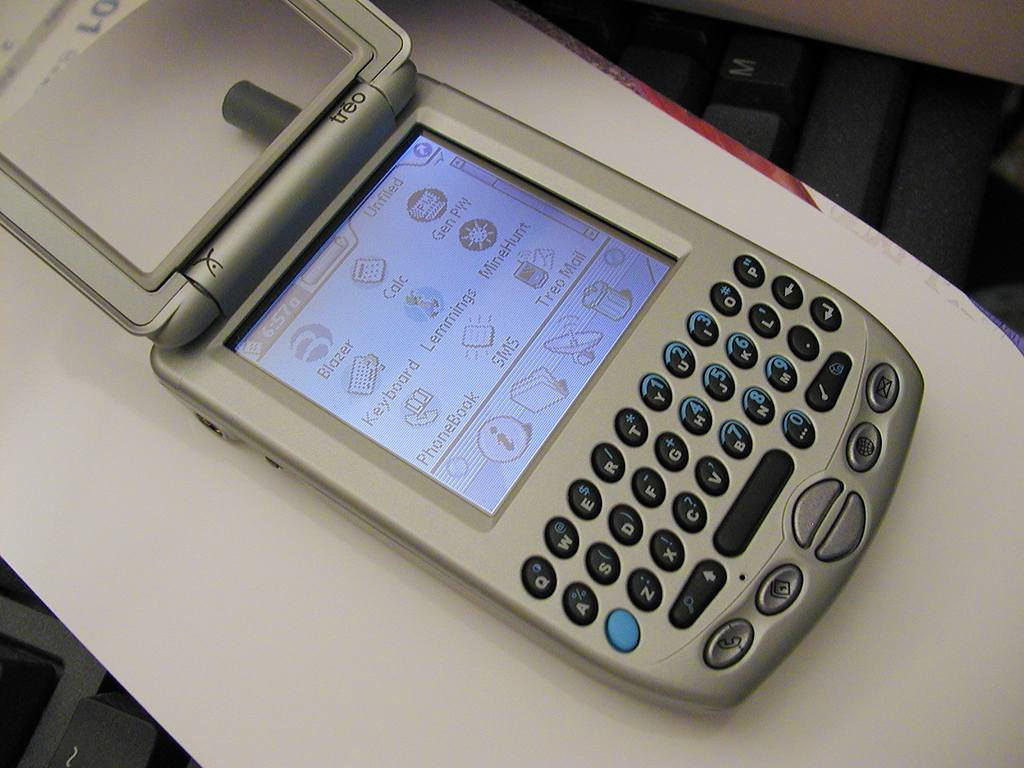
Treo 350.

Palm Treo eller Treo är en produktlinje som från början utvecklades av Handspring men då Palm tagit över Handspring utvecklas nu produktlinjen av Palm. Den första modellen (Treo 90) var en handdator men de efterkommande modellerna har alla även haft en inbyggd telefon så de räknas som så kallade smartphones.